# 南通町
南通町（みなみとおりまち）は、埼玉県川越市の町名。郵便番号は350-0045。

## 地理
正方形に近い区域であり、中央を南北に旧川越街道（埼玉県道51号）が走る。川越市の中心部に位置し、東側で仙波町、三番町通りを挟んで南側で菅原町、八幡通りを挟んで西側で脇田町・新富町、一番町通りを挟んで北側で通町と接する。
東武東上本線・JR川越線の川越駅から徒歩10分圏内であるが、県道西側は第2種住居地域、県道東側の大部分は第2種中高層住居専用地域に指定され、低層住宅が多い。八幡通り商店会が組織され、八幡通り沿いには飲食店・小売店も見られる。

## 歴史
通町は下松江町との境から南に七町四十五間あったとする資料があり、南通町の範囲までは当時の通町に含まれていたと考えられる。1908年（明治41年）の地図では、川越通町に相当する。また、西町（現在の脇田町）との間には、二番町・三番町という東西方向の通りおよび町名も存在した。二番町・三番町の名は現在通りの名称として残されている。
1962年に川越市の第二次町名・地番整理が行われ、それまでの通町のうち北側（現在の一番町通りまで）と旧新田町（現在の新富町）の一部は一足早く3月1日に通町として整理が実施された。これに対し、旧大字川越字通町であった範囲は脇田町の一部とともに新しい町となることが決まった。新町名は当初八幡町と公表されていたが、7月の段階では取り下げられて未確定となり。最終的に7月の市議会を経て、8月1日に南通町という町名で整理が実施された。なお、旧通町が分割されたことにより、従来通町にあった川越八幡宮は南通町に含まれることになった。

## 交通
鉄道は町内を通過しておらず、駅もない。前述の通り、川越駅まで徒歩10分程度である。
西武バスの本52系統が三番町通りに沿って運行されており、町内に菅原町停留所が設置されている。また、三番町交差点から県道へ向かう東武バスの川越08系統にも菅原町停留所があるが、同系統は土日に1往復のみの運行である。

## 施設
- 川越八幡宮